# Bengals Brescia
I Bengals Brescia sono una squadra di football americano della città di Brescia. Dal 2009, dopo lo scioglimento della NFL Italia, hanno militato nel campionato organizzato dalla Federazione Italiana Football.
Nel 2014 confluiscono nella FIDAF per disputare il campionato U19. Nel 2015 prendono parte al campionato di II Divisione della FIDAF.
Il 28 giugno 2009 i Bengals diventano Campioni d'Italia FIF vincendo il XXIX Superbowl contro i Red Jackets Sarzana.
Il 22 maggio 2011 i Bengals diventano Campioni d'Italia FIF vincendo il XXXI Superbowl contro i Blacks Torino.
Il 19 maggio 2012 i Bengals diventano Campioni d'Italia FIF vincendo il XXXII Superbowl contro i Rams Milano.

## Le origini e la storia
L'ASD Brescia Bengals American Football Team, denominata anche Bengals Brescia, si è costituita ufficialmente nel 1989 per iniziativa di ex-giocatori della squadra Steel Tigers Cremona. La prima partecipazione al campionato nazionale di football americano avviene nell’autunno dello stesso anno, con l’iscrizione al campionato di serie B.
Nel 1991, il cambio della struttura societaria e dell’organigramma permettono a Virgilio Baresi di venire eletto presidente. Nei primi anni del suo mandato, i Bengals effettuano un salto di qualità attraverso una serie di interventi mirati ad alzare il livello tecnico e tattico della squadra. Pertanto, viene ingaggiato il quarterback Diego Orfeo; nel 1992 viene assunto un nuovo coach, Cereda, che apporta ai Bengals la propria esperienza di successi ottenuti nel campionato nazionale italiano con la squadra Pharaones Milano. Nello stesso anno vengono assunti nuovi assistant coach – Susta e Margnini – per integrare il coaching staff.
La promozione in A2 avviene nello stesso anno e la squadra permane in questa serie fino al 1995, quando la dirigenza, in comune accordo con i giocatori, accetta di aderire al programma di ristrutturazione dei campionati promosso dalla Federazione Sportiva. I Bengals si iscrivono quindi al nuovo campionato di Arena Football – una specialità di football ad otto giocatori e di gran presa sia in America che in Europa. I Bresciani, guidati dal nuovo coach Zammarchi, chiudono imbattuti la regular season, vincono le partite di playoff e si laureano Campioni d’Italia nella finalissima allo stadio Invernici di Brescia.
Al campionato successivo, il 1996, i Bengals si presentano da campioni in carica e sono ritenuti la squadra favorita. Anche questa regular season si chiude con un bilancio senza sconfitte e nella finalissima di Desenzano del Garda la squadra bresciana batte la Virtus Bologna AFT, laureandosi per la seconda volta Campione di Italia. Il 1996 resterà negli annali sportivi del football americano nazionale per merito delle prestazioni atletiche del runner Mauro Carletti e dei difensori Claudio Ferri e Gianfranco Cailè.
Nel triennio seguente (1997-1999) non si registrano altri trionfi sportivi. Da segnalare che nel 1997 si interrompe il record di imbattibilità dei Bengals Brescia per mano degli Skorpions Varese (i bresciani subiscono una sconfitta dopo 25 partite vinte di seguito). La società continua ad effettuare investimenti ed innovazioni, riuscendo anche a produrre una linea propria di prodotti e merchandising che viene distribuita nei negozi sportivi della città.
Il 1999 è l’anno delle grandi opere e delle grandi occasioni: il Comune di Brescia avvia i lavori preparatori dell’impianto sportivo allo scopo di offrire uno spazio specifico alla squadra di football. I Bengals Brescia si iscrivono pertanto nel campionato di massima serie, la Golden League, e avviano una campagna di acquisti consistente. Nuovi atleti vengono acquistati da Piacenza, Milano, Bergamo e per la prima volta nella storia dei Bengals un giocatore statunitense indossa la maglia blu-argento. L’esordio nella massima serie è considerato positivo: la squadra di coach Orfeo si confronta con altre squadre di grande prestigio e dalla solida tradizione sportiva; l’impegno dei bresciani si concretizza nel raggiungimento dei playoff e nella successiva eliminazione dalla corsa al titolo ad opera della Virtus Bologna AFT.
La stagione 2000/2001 è una stagione molto impegnativa nella storia del football bresciano: la costruzione di una squadra competitiva di alto livello è vista di buon occhio sia dalla dirigenza sia dall’amministrazione comunale – la quale deve indirizzare gli investimenti pubblici per l'edificazione dello stadio. Alla corte di Baresi arrivano giocatori provenienti da Bergamo, da Legnano e anche dal Messico (trattasi del QB Josè Luiz Perez). Viene rivoluzionata anche la guida tecnica con l’arrivo di tre nuovi coach: Francesco Angeli Busi e Carlo Lopresti. L’impegno economico è ingente ma le preoccupazioni della dirigenza sono mitigate dalla convinzione che un buon campionato di serie A possa essere il giusto volano per il rilancio dei Bengals e che tale palcoscenico sia necessario per la realizzazione di quella struttura tanto promessa che oramai i giornali chiamano “Casa Bengals”.  Il secondo anno di militanza nel massimo campionato fa sentire il proprio peso sul roster bresciano: i numerosi infortuni falcidiano la squadra bresciana e obbliga il caoch Busi a continui cambiamenti nella formazione e di conseguenza nell’assetto di gioco. Il lavoro dello staff porta comunque risultati: nonostante le continue peregrinazioni in diversi stadi comunali per lo svolgimento delle partite (Capriano, Ospitaletto, Rugby Brescia), i Bengals riescono a gestire gli impegni sportivi ed extrasportivi, ottenendo il riconoscimento del pubblico e dei media locali. Tale impegno non viene ricompensato sul campo ed il campionato termina con l’esclusione dai Paly-off.
La stagione seguente 2001 / 2002 si apre con una serie di training camp che richiamano numerosi ragazzi dalla città e dalla provincia. Le nuove leve portano entusiasmo nell’ambiente e mitigano l’amarezza della società per la mancata realizzazione di un impianto sportivo specifico per le necessità del football americano. Il campionato si apre con l’esordio del coach Giannuzzi, che sostituisce Lopresti. Il nuovo coach può disporre della green line bresciana al completo; l’inesperienza della squadra viene compensata dalla freschezza atletica dei giovani giocatori e i risultato lo dimostrano; i Bengals accedono ai Play-off dopo una partita spareggio con i Warriors di Torino (la partita resta negli annali del football americano nazionale per la durata dei tre tempi supplementari “il 40° all’Invernici” ). Nella partita successiva i Bengals vengono sconfitti dagli Skorpions di Varese e la corsa alla finale si interrompe. La delusione per la sconfitta viene comunque compensata – nell’autunno dello stesso anno - dall’esordio della formazione junior nel campionato nazionale. A distanza di quasi dieci anni dalla prima esperienza giovanile i Bengals sotto la guida di coach Giannuzzi, con l’assistenza di Sergio Corti e Alberto Petit-Pierre, approdano alla pole scudetto ma devono inchinarsi di fronte agli Hogs di Reggio Emilia (che diverranno poi campioni d’Italia junior).
La stagione 2003 si apre con il ritorno in panchina del coach Luis Perez, ex quarterback biancoblu nel campionato 2001. Con Perez arriva a Brescia il sistema semi pro messicano che comporta una rivoluzione per l’attacco dei Bengals e una totale riorganizzazione degli allenamenti. Al campo sportivo della Badia coach Perez porta una mentalità fondata sul sacrificio, sulla dedizione personale e soprattutto sulla preparazione atletica. I nuovi e numerosi allenamenti plasmano una formazione agile e veloce, e su queste basi il coach messicano costruisce un sistema offensivo innovativo che regalerà spettacolo per tutta la stagione. I Bengals affrontano lunghe trasferte e forti avversarie riscuotendo ovunque consensi ed ammirazione per il tenore atletico e per il talento delle giovani promesse schierate in campo (in particolare va ricordata la velocità della coppia di ricevitori Degiovanni e Podavitte). Il cammino dei bresciani però si chiude in semifinale per mano dei Crusader Cagliari. La stagione regala comunque altre sorprese: per la prima volta i Bengals Brescia mandano in nazionale un proprio giocatore, Marco Podavitte, il quale verrà nominato miglior giocatore nell’ultimo incontro della manifestazione sportiva contro la Russia. Nell’autunno dello stesso anno la squadra junior partecipa al campionato di categoria sotto il coach Corti, arrivando a contendere le ambizioni del titolo con i Lions Bergamo campioni in carica.
Il Campionato 2004 di A2 vede un avvicendamento sulla panchina bresciana: sotto il segno della continuità i messicani Suarez Olivares, già coach della formazione universitaria di Città del Messico, e Becerra Trejo, assistant coach della nazionale messicana campione del mondo, sostituiscono coach Perez alla conduzione tecnica. Nonostante il cambiamento di coach, non cambiano i metodi di allenamento mentre il playbook dell’attacco bresciano viene ulteriormente affinato. I risultati sul campo non sono al livello delle aspettative riposte nella squadra e nei nuovi coach. La stagione si chiude con l’esclusione dei Bengals dai Play-off. Verrà ricordata comunque l’ultima partita giocata a Torino contro i Blacks, in una situazione di classifica particolare: i Bengals sono già eliminati dai play-off mentre i Blacks cercano la vittoria per accedervi. Contro i pronostici, l’incontro viene vinto dalla formazione bresciana al termine del secondo tempo supplementare.
Nell’autunno del 2004 la formazione Junior dei Bengals partecipa al terzo campionato di categoria, sempre sotto la guida di Coach Corti.
La stagione del 2005 vede il ritorno in squadra di alcuni giocatori che avevano contribuito al raggiungimento dei titoli nazionali 1995 – 1996. Il campionato delle Tigri termina nella prima partita dei Play-off per mano degli Elephants Catania. Al termine del campionato la dirigenza ottiene un riconoscimento indiretto per il lavoro svolto negli ultimi anni: il giocatore Marco Podavitte viene selezionato come prospetto nel campionato professionistico messicano e militerà per l’intera stagione nella formazione della capitale Città del Mexico.
Ancora nell’autunno del 2005, la giovanile di coach Corti partecipa al quarto campionato Juniores.
Nel 2006 per la terza volta il coach messicano Olivares accetta di seguire la crescita tecnica e sportiva dei Bengals, che si ripropongono al palcoscenico della serie A2.  I ragazzi del Presidente Baresi iniziano ad integrarsi con i membri della società e formano un coaching staff per supportare l’allenatore Sergio Corti alla guida della giovanile che di anno in anno cresce sempre di più. Viene presentato il progetto ufficiale del nuovo impianto dei Bengals che sarà costruito nel quartiere Villaggio Sereno di Brescia, mentre le gare saranno disputate nel prestigioso impianto dell’internazionale Invernici di Brescia.  Lo staff societario viene parzialmente rinnovato con l’innesto di giocatori ed ex atleti di valore e conoscenza tecnica; vengono individuate nuove iniziative per la futura attività della squadra.
Nel 2007 si ha un altro cambio del coaching staff. Arriva come Head coach Gerardo Vera Gomez che porta con sé gli assistenti Alejandro Sanchez Balvanera e Gustavo Aguilera Benitez, il cambio porta ad un'ulteriore crescita del team soprattutto nel reparto difensivo. Per il terzo anno consecutivo viene centrato l’obbiettivo dei play-off. Nel periodo autunnale continua il lavoro per il campionato giovanile al quale prendono parte oramai in quota fissa i Bengals Brescia U 19.
Nel 2008 la conquista dei playoff impreziosisce l’annata dei Bengals, che per la prima volta giocano sul nuovo impianto del Villaggio sereno. Il “Chico Nova” viene ristrutturato e dotato dell’attrezzatura adatta ad un impianto professionistico di football; diventa uno dei migliori campi d’Italia per la pratica di questo sport, grazie anche alla presenza di un manto sintetico di ottima qualità. Ottimo il campionato dell'Under 21 dal quale arrivano numerosi “prospect” per la prima squadra.  Grande collaborazione con Comune e provincia per programmi di crescita del movimento.
Nel 2009 i Bengals Brescia centrano il grande risultato e si laureano Campioni d’Italia.  I Bengals vincono il XXIX Superbowl FIF a Roma battendo i Red Jackets Sarzana dopo un campionato incredibile che vede la squadra bresciana rimontare dall’ultimo posto del girone di andata.  il giocatore bresciano Ronny Barbolla riceve il riconoscimento di MVP – Most Valuable Player.  Le tigri entrano nella storia dello sport bresciano, con un risultato che non è sicuramente un punto di arrivo ma la partenza per una nuova lunga e stupenda avventura ad altri livelli. Il sogno della società bresciana si avvera dopo 23 anni di lavoro, sofferenze e sacrifici, entusiasmo e lavoro duro. La squadra è ospite del Sindaco e delle autorità tutte per una toccante cerimonia di consegna del titolo alla città. Ormai il football a Brescia è una solida realtà.
Nel 2010 i Bengals Brescia confermano le proprie buone prestazioni durante la regular season; nella corsa dei play-off i Bengals arrivano alla finalissima che si svolge a L’Aquila. In quella che è considerata una rivincita con i Red Jackets Sarzana, la squadra bresciana manca il titolo e perde la finale del XXX Superbowl FIF.
Il 2011 è l’anno del ritorno in bacheca di un trofeo. Le tigri bresciane ottengono la qualificazione per i play-off e raggiungono la finale dove incontrano i Blacks di Torino. Per la seconda volta i Bengals Brescia si laureano Campioni d’Italia nel XXXI Superbowl FIF giocato proprio a Torino. Il giocatore Mario Cristiano è premiato come MVP – Most Valuable Player.
Il campionato del 2012 inizia con alti e bassi per la formazione bresciana, a causa del ricambio fisiologico del roster, la fine carriera di alcuni giocatori e gli infortuni di altri. Tuttavia i Bengals riescono a centrare la qualificazione per il post-season e raggiungono la finale di Bresso (MI) dove incontrano i Rams Milano. La finale vede celebrare come Campioni d’Italia i Bengals Brescia nel XXXII Superbowl FIF. È il terzo titolo in 5 anni.
Il 2013 è una stagione difficile e caratterizzata da ristrettezza economica. La società bresciana si frammenta e accanto ai Bengals Brescia sorgono i Terminators Brescia. Le due formazioni partecipano al Campionatino Golden League FIF 2013. Vera Gomez è confermato Head Coach per i Bengals Brescia.  Per le cronache: il progetto Terminators Brescia si esaurisce nello stesso anno; alcuni giocatori confluiscono in squadre di Milano, Verona, Bergamo, altri giocatori invece tornano nei Bengals Brescia.
Il 2014 è l’anno del cambio di Federazione, con il passaggio dalla FIF alla FIDAF. Sull’esempio di molte altre squadre, anche i Bengals Brescia comprendono l’importanza della confluenza in FIDAF e le esigenze di unificare federazioni sportive differenti. L'Under 19 partecipa al campionato Fidaf, mancando però la qualificazione ai play-off.
Nel 2015, guidati dal duo di coaches Gomez – Minnehan, i Bengals Brescia centrano la qualificazione ai playoff, giocandosi la wildcard contro i Muli Trieste. Purtroppo la corsa al titolo termina con la sconfitta subita per mano degli Hogs Reggio Emilia, che si laureano campioni.
Il 2016 è un anno senza emozioni per gli annali sportivi bresciani. I Bengals chiudono la stagione con un mediocre risultato di 4 W e 4 L. Da citare l’ingresso nel coaching staff di alcuni ex giocatori, per coadiuvare i coaches per il reparto attacco e difesa. Gregg Minnehan guida la formazione Under 19 che purtroppo chiude la stagione con un risultato 0 W e 6 L. Nonostante il roster corto e la mancanza di esperienza di molti giovani, si intravede comunque un nucleo di giocatori che possono far ben sperare per il vivaio e per il futuro in Prima Squadra. Dall'autunno 2016 Gregg Minnehan, oltre al ruolo di Defensive coordinator, assume il ruolo di Head coach; a gennaio del 2017 viene affiancato da Luiz Eduardo Ruvalcaba Nava come Offensive coordinator. La stagione del 2017 si chiude con un risultato di 6 vittorie e 2 sconfitte, consentendo ai Bengals di giocarsi il turno di Wildcard contro i Gladiatori Roma; la partita si è chiusa soltanto al terzo tempo supplementare con la vittoria dei Gladiatori Roma.
A Settembre 2017 i Bengals raggiungono un accordo con Giorgio Sivocci per la stagione 2018, affidandogli il ruolo di Head Coach e di Offensive Coordinator. La difesa viene diretta da Stefano de Giovanni che a metà stagione subentra a Sivocci nel ruolo di Head Coach. La stagione si chiude con il risultato di 5 vittore e 3 sconfitte.
Ad agosto 2018 la dirigenza bresciana ottiene l’assenso da 2 coaches di comprovata esperienza - Umberto Maggini e Gianluca Ottenio -  per assumere rispettivamente il ruolo di Offensive Coordinator e Defensive Coordinator per il triennio 2018-2021. Il coaching staff viene successivamente rinforzato con l’arrivo di altri allenatori, ognuno responsabile di un reparto specifico. Viviani: Special Team Coordinator. Milesi: Running Back. Zammarchi: Wide Receiver. Zanotti: Offensive Line. Ruvalcaba Nava: Defensive Line. Pasquali: Defensive Back.

## Allenatori
Head Coach
2001-2002 Angelo Giannuzzi

2002-2003 Jose Luis Perez

2003-2006 Juan Jaime Suarez Olivares

2006-2007 Gerardo Vera Gomez

2007-2010 Juan Jaime Suarez Olivares

2010-2015 Gerardo Vera Gomez 
2016-2017 Gregg Minnehan
2018 Giorgio Sivocci  (sostituito protempore da Stefano De Giovanni)
2019 Umberto Maggini
Offensive Coordinator
2002-2003 Diego Orfeo

2003-2006 Juan Jaime Suarez Olivares

2006-2007 Gustavo Aguilera Benitez - Alejandro Sanchez

2007-2009 Juan Jaime Suarez Olivares (Alejandro Israel Trejo Garcìa Offensive Assistant)

2009-2010 Jonathan Barrera (Luis Ruvalcaba Navas Offensive Assistant)

2010-2011 Luis Alejandro Israel Trejo Garcìa, Navas

2011-2012 Alejandro Israel Trejo Garcìa,Luis Ruvalcaba Navas

2014-2015 Gerardo Vera Gomez 
2016-2017 Luiz Eduardo Ruvalcaba Nava
2018 Giorgio Sivocci (sostituito protempore da Michele Viviani)
2019 Umberto Maggini
Defensive coordinator
2003-2005 Gabriel Becerra Trejo

2005-2006 Luis Fernandes "Carnation"

2006-2007 Gerardo Vera Gomez

2007-2008 Jonathan Hurtado Mendoza

2008-2014 Gerardo Vera Gomez

2014-2017 Gregg Minnehan
2018 Stefano De Giovanni
2019 Gianluca Ottenio

## Dettaglio stagioni

### Golden League FIAF
| Stagione | regular season | regular season | regular season | regular season | regular season | regular season | playoff | playoff | playoff | playoff | playoff | playoff   | playoff    |
|          | Vin            | Par            | Per            | Tot            | PF             | PS             | Vin     | Per     | Tot     | PF      | PS      | risultato | avversaria |
| -------- | -------------- | -------------- | -------------- | -------------- | -------------- | -------------- | ------- | ------- | ------- | ------- | ------- | --------- | ---------- |
| 2000     | 2              | 0              | 5              | 7              | 78             | 119            | -       | -       | -       | -       | -       | -         | -          |
| 2001     | 2              | 0              | 6              | 8              | 159            | 306            | -       | -       | -       | -       | -       | -         | -          |
| Totale   | 4              | 0              | 11             | 15             | 237            | 425            | -       | -       | -       | -       | -       |           |            |

Fonte: Enciclopedia del Football - A cura di Roberto Mezzetti

### Serie A NFLI/Golden League FIF
A seguito dell'ingresso di FIDAF nel CONI questi tornei - pur essendo del massimo livello della loro federazione - non sono considerati ufficiali.
| Stagione  | regular season | regular season | regular season | regular season | regular season | regular season | playoff | playoff | playoff | playoff | playoff | playoff          | playoff             |
|           | Vin            | Par            | Per            | Tot            | PF             | PS             | Vin     | Per     | Tot     | PF      | PS      | risultato        | avversaria          |
| --------- | -------------- | -------------- | -------------- | -------------- | -------------- | -------------- | ------- | ------- | ------- | ------- | ------- | ---------------- | ------------------- |
| 2008      | 5              | 0              | 3              | 8              | 187            | 96             | 0       | 1       | 1       | 0       | 39      | Quarti di finale | Marines Lazio       |
| 2009      | 5              | 0              | 5              | 10             | 181            | 105            | 3       | 0       | 3       | 69      | 18      | Campioni         | Red Jackets Sarzana |
| 2010      | 8              | 0              | 0              | 8              | 176            | 56             | 1       | 1       | 2       | 27      | 26      | Superbowl FIF    | Red Jackets Luni    |
| 2011      | 6              | 0              | 0              | 6              | 127            | 33             | 1       | 0       | 1       | 22      | 17      | Campioni         | Blacks Rivoli       |
| 2012      | 5              | 0              | 1              | 6              | 229            | 84             | 2       | 0       | 2       | 82      | 6       | Campioni         | Rams Milano         |
| 2012 Aut. | 4              | 0              | 2              | 6              | 171            | 72             | 1       | 1       | 2       | 61      | 22      | Superbowl FIF    | Rams Milano         |
| 2013      | 3              | 0              | 4              | 7              | 113            | 155            | 0       | 1       | 1       | 6       | 12      | Semifinale       | Terminators Brescia |
| Totale    | 36             | 0              | 15             | 51             | 1184           | 601            | 8       | 4       | 12      | 267     | 140     |                  |                     |

Fonte: Enciclopedia del Football - A cura di Roberto Mezzetti

### Serie A2/Winter League (secondo livello)/Silver League/Serie B (secondo livello)/Seconda Divisione
| Stagione | regular season | regular season | regular season | regular season | regular season | regular season | playoff | playoff | playoff | playoff | playoff | playoff          | playoff            |
|          | Vin            | Par            | Per            | Tot            | PF             | PS             | Vin     | Per     | Tot     | PF      | PS      | risultato        | avversaria         |
| -------- | -------------- | -------------- | -------------- | -------------- | -------------- | -------------- | ------- | ------- | ------- | ------- | ------- | ---------------- | ------------------ |
| 1993     | 4              | 0              | 5              | 9              | 88             | 176            | -       | -       | -       | -       | -       | -                | -                  |
| 1994     | 1              | 0              | 7              | 8              | 48             | 167            | -       | -       | -       | -       | -       | -                | -                  |
| 1998     | 5              | 0              | 3              | 8              | 181            | 115            | 1       | 1       | 2       | 56      | 58      | Semifinale       | Hogs Reggio Emilia |
| 1999     | 6              | 0              | 2              | 8              | 270            | 148            | 0       | 1       | 1       | 19      | 21      | Quarti di finale | Skorpions Varese   |
| 2002     | 3              | 0              | 4              | 7              | 153            | 177            | 0       | 1       | 1       | 18      | 34      | Wild Card        | Skorpions Varese   |
| 2004     | 4              | 0              | 4              | 8              | 122            | 128            | -       | -       | -       | -       | -       | -                | -                  |
| 2005     | 5              | 0              | 1              | 6              | 173            | 79             | 0       | 1       | 1       | 27      | 40      | Quarti di finale | Elephants Catania  |
| 2006     | 4              | 0              | 3              | 7              | 119            | 148            | 0       | 1       | 1       | 14      | 20      | Wild Card        | Barbari Roma Nord  |
| 2007     | 4              | 0              | 4              | 8              | 140            | 95             | 0       | 1       | 1       | 14      | 22      | Wild Card        | Barbari Roma Nord  |
| 2015     | 6              | 0              | 2              | 8              | 173            | 139            | 1       | 1       | 2       | 31      | 24      | Quarti di finale | Blacks Rivoli      |
| 2016     | 4              | 0              | 4              | 8              | 190            | 198            | -       | -       | -       | -       | -       | -                | -                  |
| 2017     | 6              | 0              | 2              | 8              | 164            | 113            | 0       | 1       | 1       | 21      | 27      | Wild Card        | Gladiatori Roma    |
| 2018     | 5              | 0              | 3              | 8              | 176            | 154            | -       | -       | -       | -       | -       | -                | -                  |
| 2019     | 4              | 0              | 4              | 8              | 241            | 228            | 1       | 1       | 2       | 49      | 63      | Quarti di finale | Rhinos Milano      |
| 2021     | 4              | 0              | 2              | 6              | 112            | 112            | 0       | 1       | 1       | 9       | 21      | Quarti di finale | Vipers Modena      |
| Totale   | 65             | 0              | 50             | 115            | 2340           | 2177           | 3       | 10      | 13      | 258     | 330     |                  |                    |

### Serie B (terzo livello)/Winter League (terzo livello)/Nine League
| Stagione | regular season | regular season | regular season | regular season | regular season | regular season | playoff | playoff | playoff | playoff | playoff | playoff    | playoff              |
|          | Vin            | Par            | Per            | Tot            | PF             | PS             | Vin     | Per     | Tot     | PF      | PS      | risultato  | avversaria           |
| -------- | -------------- | -------------- | -------------- | -------------- | -------------- | -------------- | ------- | ------- | ------- | ------- | ------- | ---------- | -------------------- |
| 1988     | 0              | 0              | 8              | 8              | 48             | 264            | -       | -       | -       | -       | -       | -          | -                    |
| 1991     | 0              | 0              | 10             | 10             | 20             | 174            | -       | -       | -       | -       | -       | -          | -                    |
| 1992     | 2              | 0              | 6              | 8              | 82             | 174            | -       | -       | -       | -       | -       | -          | -                    |
| 1995     | 8              | 0              | 0              | 8              | 363            | 44             | 3       | 0       | 3       | 100     | 64      | Campioni   | Green Waves Corbetta |
| 1996     | 8              | 0              | 0              | 8              | 261            | 112            | 3       | 0       | 3       | 96      | 35      | Campioni   | Virtus Bologna       |
| 1997     | 5              | 0              | 3              | 8              | 185            | 131            | -       | -       | -       | -       | -       | -          | -                    |
| 2003     | 5              | 0              | 2              | 7              | 154            | 103            | 0       | 1       | 1       | 13      | 25      | Semifinale | Crusaders Cagliari   |
| Totale   | 28             | 0              | 29             | 57             | 1113           | 1002           | 6       | 1       | 7       | 209     | 124     |            |                      |

### Arena League (A9)/Terza Divisione/Campionato italiano football a 9 (CIF9)
| Stagione | regular season | regular season | regular season | regular season | regular season | regular season | playoff | playoff | playoff | playoff | playoff | playoff    | playoff           |
|          | Vin            | Par            | Per            | Tot            | PF             | PS             | Vin     | Per     | Tot     | PF      | PS      | risultato  | avversaria        |
| -------- | -------------- | -------------- | -------------- | -------------- | -------------- | -------------- | ------- | ------- | ------- | ------- | ------- | ---------- | ----------------- |
| 2022     | -              | -              | -              | -              | -              | -              | -       | -       | -       | -       | -       | Semifinale | Roosters Romagna  |
| 2023     | -              | -              | -              | -              | -              | -              | -       | -       | -       | -       | -       | Campioni   | Elephants Catania |
| Totale   | -              | -              | -              | -              | -              | -              | -       | -       | -       | -       | -       |            |                   |

## Palmarès
- 3 Superbowl FIF: 2009, 2011, 2012
- 2 Snowbowl: 1995, 1996.